# 亜樹新
亜樹 新（あき あらた、4月15日 – ）は、日本の漫画家。女性。主に『月刊コミックブレイド』、『コミックブレイドMASAMUNE』、『月刊コミックブレイドアヴァルス』（いずれもマッグガーデン）、『月刊コミックジーン』（メディアファクトリー）などで作品を発表している。

## 来歴
小学2年生の時にさくらももこのエッセイを読んだことがきっかけで、漫画家になろうと決意。そのため、小学生の時には『りぼん』（集英社）の漫画賞の編集者評を読みこんで過ごし、『ちびまる子ちゃん』や『魔法陣グルグル』のような漫画を描きたいと考える。
2010年5月、『月刊コミックブレイドアヴァルス』（マッグガーデン）6月号より『フェティッシュベリー』の連載を開始。同年12月11日より、同作の第1巻と神田はるかの『カポーん。』の第1巻が発売されたことを記念し、三省堂書店カルチャーステーション千葉にて合同原画展が開催される。
2011年5月10日、マッグガーデンによるポータルサイト「マッグガーデンコミックオンライン」が開設され、そのサイト内の無料WEBマガジン『WEBコミックBeat's』（同）にて『まじょし。』を発表。
2013年1月、『月刊コミックジーン』2月号より『ぼくのとなりに暗黒破壊神がいます。』の連載を開始。
2016年12月、デビュー10周年を記念して画集『Little Darling - 亜樹新イラストレーションワークス』を発売。
2018年9月に『ぼくのとなりに暗黒破壊神がいます。』のテレビアニメ化が決定し、2020年1月から放送。

## 人物
少年漫画や少女漫画などジャンルを問わずコメディ調の作品を好むが、『笑ゥせぇるすまん』のようなブラックな作品も好き。刺激を受けた作品にテレビアニメの『おジャ魔女どれみ』を挙げており、絵やストーリーが好きで夢中になっていたという。
2017年ごろにハマった作品として、『ラブライブ!』と『Free!』を挙げている。
ミント色を好むため、印刷で再現されにくいのにもかかわらず、よくカラーイラストで使用している。

## 作品リスト

### 連載
- 新生真田十勇士（『コミックブレイドZEBEL』Vol.2 - Vol.6、マッグガーデン、全1巻）
- 葬送曲ナイトメア（『コミックブレイドMASAMUNE』2006年春号 - 2007年初夏号→『月刊コミックブレイドアヴァルス』2007年10月号 - 11月号、マッグガーデン、全2巻）
- 宝皇学園MiSORA組[1]（『月刊コミックブレイドアヴァルス』2008年2月号 - 2010年2月号、マッグガーデン、全4巻）
- フェティッシュベリー（『月刊コミックブレイドアヴァルス』2010年6月号[6] - 2012年10月号、マッグガーデン、全5巻）
- まじょし。（『WEBコミックBeat's』2011年5月10日[9] - 2012年1月10日、マッグガーデン） - 単行本は未刊行
- ぼくのとなりに暗黒破壊神がいます。（『月刊コミックジーン』2013年2月号[10] - 2020年5月号[15]、KADOKAWAメディアファクトリー、全12巻）
- かわいいせかいせいふく（『月刊コミックジーン』2022年5月号[16] - 2025年5月号[17]、全3巻）

### 読み切り
- 吾妻一家録（『コミックブレイドMASAMUNE』2005年冬号、マッグガーデン）
- ocean:bruise - 『宝皇学園MiSORA組』第3巻収録
- ねこみつこ（『猫あんそろじー』、マッグガーデン、2008年3月）
- ALICE DOOL - 『フェティッシュベリー』第2巻収録
- Re:ディア デッドストック - 『フェティッシュベリー』第5巻収録
- じょし会（『おそ松さん 公式アンソロジーコミック メス』、2016年[18]、KADOKAWA）
- シンがちっちゃくなっちゃった!（『月刊コミックジーン』2022年12月号掲載[19]、『みなと商事コインランドリー ふわふわ』収録[19]）
- 激突！ビンゴ大会（『君には届かない。 公式アンソロジーコミック』[20]、2023年） - 『君には届かない。』アンソロジー寄稿作品[20]

### イラスト
- 捨てられた皇妃（著：Yuna、キャラクター原案：iNA）既刊1巻 ※2020年8月現在、小説の日本語版のイラストを担当[21]。
- あやかし協定（著：天川栄人、集英社みらい文庫）全2巻
- とけるとゾッとする こわい算数（著：小林丸々、ポプラキミノベル[22]）既刊1巻

### その他
- コミックブレイドアヴァルス シャッフル×BOOK（『月刊コミックブレイドアヴァルス』2009年10月号・11月号応募者全員サービス[23]） - アヴァルス連載作家によるコラボ小冊子、漫画[23]
- ボーイズラブストーリー集「BavaLus」（『月刊コミックアヴァルス』2012年4月号応募者全員サービス[24]） - アヴァルス作家描きおろしBL[24]
- SERVAMP-サーヴァンプ-連載10周年記念特別描き下ろし小冊子（2021年8月[25]）
- 『であいもん 公式コミックアンソロジー 〜縁〜』（2022年6月10日発売[26]、KADOKAWA） - カラーイラスト収録[26]